# (38296) 1999 RD87
1999 RD87 (asteroide 38296) é um asteroide da cintura principal. Possui uma excentricidade de 0.06380920 e uma inclinação de 2.27184º.
Este asteroide foi descoberto no dia 7 de setembro de 1999 por LINEAR em Socorro.